# 氷殺ジェット
氷殺ジェット（ひょうさつジェット）は、かつてライオンが販売していたバルサンシリーズの殺虫剤。重大事故の多発により販売中止され、製品は自主回収（リコール）された。

## 商品アイテム
金額は、販売当時の希望小売価格。
バルサン 飛ぶ虫氷殺ジェット
300mL 650円、450mL 880円。
バルサン 這う虫氷殺ジェット
300mL 750円、450mL 980円。

## 対象害虫
2つの商品アイテムごとに対象となる害虫が異なる。
バルサン 飛ぶ虫氷殺ジェット
ユスリカ、ショウジョウバエ、チョウバエ
バルサン 這う虫氷殺ジェット
カメムシ、クモ、ムカデ、ゲジ、アリ、ダンゴムシ
なお、ゴキブリが対象として入っていないのは、殺虫成分を含まないためにゴキブリの殺虫効果を法的に謳えないためである。

## 背景
販売開始は、2007年3月6日である。商品ラインナップは、『バルサン 飛ぶ虫氷殺ジェット』と『バルサン 這う虫氷殺ジェット』の2つだった。
殺虫スプレー市場は2006年で約250億円とそれなりにあるものの、市場は既に飽和して成長は見込めないことから、新たなコンセプトの商品が求められていた。
ライオンは市場リサーチの結果、消費者は殺虫剤に対して、「人体への安全性」（殺虫剤の毒性、臭い、付着汚れ）が気になっているとの情報を得た。そして開発されたのが、殺虫成分を使わずに、強力冷却によって害虫を氷結させる方式の殺虫剤である。

## 商品特徴と原理
一般的な殺虫剤と異なり殺虫成分を含まない。メーカーのキャッチコピーによれば「マイナス40度の強力冷却」のスプレー噴霧によって害虫を氷結させる。
原理は、スプレーするミストの気化熱によって、温度を下げることによる。ライオンのプレスリリースによれば、気化速度の異なる2つの冷却成分を含むという。気化速度が速い成分はスプレーした気中で既にガス化するため、噴霧ガス自体を冷却（メーカーによればマイナス40度の冷却ガス）する効果を持たせる。また気化速度が遅い成分は、液体の状態で害虫の体表上に付着し、そこで揮発する気化熱によって害虫の体表面温度を低下させる効果を狙う。

### 成分の特性
なお、製品の成分表示によれば、LPガス（プロパン、ブタンなど）とイソペンタンを含む。
プロパンは、沸点が −42.09℃であるため、高圧でスプレー缶に詰めた液化プロパンはスプレーすれば瞬時に気化する。気化の際に気化熱のため、ガスの温度を下げる。ブタンも、沸点が −0.5℃であるため、氷点下の環境以外ではプロパンと同様の効果となる。
一方のイソペンタンは、沸点 28℃であるため、スプレー噴出と同時に気化することはない。しかし沸点が室温付近であるため、気化速度は早く、噴霧された対象物の表面温度低下の効果を出しうる。
いずれも可燃性かつ空気よりも比重が重いガスであるため、床付近に滞留しやすく、窓を閉めているなどの密閉空間では拡散するスピードが遅い。滞留したこれらのガスに近接して、炎を使う器具を使用すると危険だというのが問題点であった。

### 商品使用上の特徴
殺虫成分を含む殺虫剤は、害虫が殺虫成分に触れると神経伝達が阻害され、動作が鈍り、最終的に死に至る。
それに対して、冷却作用に頼る氷殺ジェットは、通常の殺虫成分を含む殺虫剤に比べると、害虫の駆除に至るまでの時間がより多くかかる傾向にある。それだけ、他の殺虫剤に比べるとスプレー噴霧時間が長くなる傾向にある。また、軽い虫などはスプレーを噴霧しても、虫自体が吹き飛ばされてしまい、何度もスプレー噴霧を行う必要があることがしばしばある。
このように、殺虫成分を含む殺虫剤に比べると、氷殺ジェットは一回の害虫駆除あたりに使用するスプレー総噴霧が多いことが特徴である。それだけに、密閉環境では、滞留する可燃性ガスの量も他の殺虫成分を含む殺虫剤に比べると、多くなり、より危険度が高い。

## 人身事故発生
3月の発売開始から8月下旬までに、本製品から噴霧した可燃性ガスが引火したことを原因とする事故報告が20件なされていた。このうち、重大製品事故に該当するものも2件含まれていた。
ライオンによれば、事故の要因は、本製品を火気の近くで使用したこと、連続噴射で多量に使用したこと、換気が不充分な状態で火気に接したこととしている。
ライオンは引火事故防止として「火気と高温に注意」の表示および注意表記を行っていた。これらは高圧ガス保安法に基づく義務表記である。また製品発売以降、引火事故が続いたことを受けて、「火気を使う場所では使用しない」「充分に換気をする」などの注意喚起をテレビ・新聞・ホームページにて告知を行った。しかし、8月に2件目の重大製品事故が発生してしまった。
2018年12月28日付で、『バルサン』ブランドはレックへ譲渡されたが、「氷殺ジェット」の自主回収はライオンが継続して行う。

### 重大製品事故の詳細
以下の事故情報は、経済産業省によって「ガス機器・石油機器以外の製品に関する事故であって、製品起因が疑われる事故」として公開されている。
第1の重大製品事故
発生日は2007年6月24日。発生地は東京。製品は這う虫用。8月28日に経済産業省が公表。
浴室でみつかった害虫の駆除のために製品を浴室内で連続噴射した。その後、浴室の戸を閉め放置した。その後、入浴のために浴室に入り、風呂釜に点火した。この火が滞留していた可燃性ガスに引火して火災を引き起こした。被害者は炎によって全身火傷を負った。なお、事故情報を公開した経済産業省によれば、事故直接原因は滞留ガスの引火であるが、製品の「氷殺」という名称に着目し、これが消費者に火気への危険性を希薄化させたと推測している。すなわち、可燃性ガスを含まないと誤解させた可能性を指摘している。
第2の重大製品事故
発生日は2007年8月10日。発生地は東京。製品は這う虫用。8月28日に経済産業省が公表。
台所でみつかった害虫の駆除のために、シンクの害虫に対して2〜3秒間数回噴霧した。この時、ガスレンジは使用中であった。噴霧した可燃性ガスに、ガスレンジの火が引火した。被害者は火傷を負った。事故情報を公開した経済産業省による指摘は第一の事故と同様である。
以上の状況下にて、ライオンは同年8月27日に自主回収（リコール）のプレス発表をし、8月28日・9月4日に社告した。なお、リコールの後に公開された情報では、さらに2つの重大製品事故が発生していた。
第3の重大製品事故
発生日は2007年8月26日。発生地は広島。製品は這う虫用。事故報告日は9月11日、9月14日に経済産業省が公表。
第1の事故と同様に、浴室にて製品を使用した後、風呂釜に点火、残留可燃ガスに引火した。被害者は全身の2/3に火傷を負った。なお、事故情報を公開した経済産業省によれば、事故原因として第1の事故の際の指摘に加えて、噴射剤の問題を指摘している。すなわち、一般的なエアゾール製品はLPガスを使用しているが、本製品はLPガスに加えて、イソペンタン（LPガスと同様に引火性は高い有機化合物）を使用している点に着目し、事故の要因の可能性を指摘している。
第4の重大製品事故
発生日は2007年7月27日。発生地は大分。製品は飛ぶ虫用。事故報告日は9月11日、9月14日に経済産業省が公表。
浴室でみつかった害虫（コバエ）の駆除のために製品を浴室内で噴射した。この時、外釜式のお風呂を沸かしている最中であった。その後、風呂場ドアを開けた瞬間に爆発発生。被害者は下半身を火傷した。事故情報を公開した経済産業省による指摘は第3の事故と同様である。

## 類似品
このように、回収騒ぎにまで発展した『バルサン 氷殺ジェット』であるが、殺虫成分を用いない殺虫剤という点は他社にも注目され、翌年フマキラーが『瞬間凍殺ジェット』という商品を開発、販売した。これはライオンのものより、絶対温度を下げることで一度の使用量を少なくし、かつ可燃性の低いガスとケロシンを利用して爆発を起こりにくく（可燃性がないわけではなく、注意書きが載っている）している。しかし、HFC-152aという代替フロンガス（地球温暖化ガス）を利用しているため、一度に使いすぎないように警告ラベルも貼られていた。2010年には製品がリニューアルされ、より環境負荷の低いHFO-1234ze、DMEを有効成分とするものに変更されている。
なお、同商品には飛ぶ虫用と這う虫用がある。這う虫用ではムカデ・カメムシ・クモなど、飛ぶ虫用ではガ・チョウバエ・ショウジョウバエなどが対象となっている。

### 販売開始時
- 『バルサン 飛ぶ虫氷殺ジェット』『バルサン 這う虫氷殺ジェット』新発売、ライオンのプレスリリース（販売開始）原文

### リコール時
- バルサン製品に関するお知らせ、ライオンのプレスリリース（リコール公表）原文
- ライオン「殺虫スプレー（代金返還）」（回収・無償修理等のお知らせ） - ウェイバックマシン（2008年2月21日アーカイブ分）（国民生活センター）
- (関連)スプレー缶製品の使用上の安全性（報道発表資料） 国民生活センター - ウェイバックマシン（2007年3月17日アーカイブ分） 2006年11月8日:公表

### 原因分析
- 〔報道発表〕消費生活用製品の重大製品事故に係る公表について（9月14日公表分）（経済産業省） - 消費生活用製品安全法第35条第1項の規定に基づき報告のあった重大製品事故（エアゾール缶、エアコン、扇風機等　計7件）について公表するもの。
- 〔報道発表〕消費生活用製品の重大製品事故に係る公表について（8月28日公表分）（経済産業省） - 消費生活用製品安全法第35条第1項の規定に基づき報告のあった重大製品事故（殺虫剤、エアコン、電気こんろ等 計8件）について公表するもの。